# Turbomeca Makila

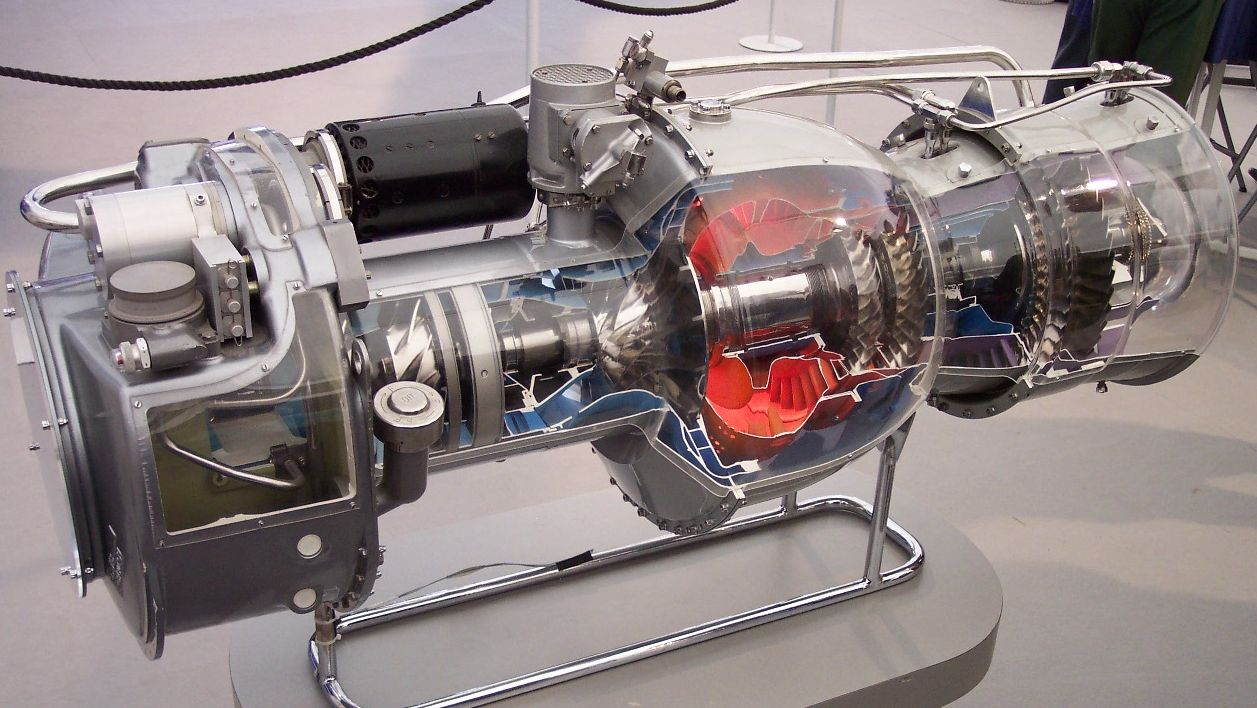
Eine Turbomeca Makila

Die Turbomeca Makila ist eine Wellenturbine des französischen Herstellers Safran Helicopter Engines speziell für den Antrieb von Hubschraubern.

## Geschichte
Der Erstlauf des Triebwerkes erfolgte 1977 und ab 1980 wurde es in den Markt eingeführt. Es wurde bis 2006 in fünf Varianten gefertigt, mit Stand 2013 wurden von diesem Typ etwa 2200 Stück hergestellt.

## Technische Daten
Das Triebwerk besitzt zwei getrennte Wellen. Der Gaserzeuger besteht aus einem vierstufigen Verdichter, wobei die ersten drei Stufen eine axiale Bauform aufweisen, die vierte radial ausgeführt ist. Die Brennkammer ist als Ringbrennkammer ausgebildet und arbeitet auf eine zweistufige Axialturbine. Die Leistungsturbine ist ebenfalls als zweistufige Axialturbine ausgeführt. Die Abtriebsdrehzahl beträgt ca. 23.000 min−1. Seit 1985 verfügt das Triebwerk über eine FADEC-Regelung.
| Variante | Startleistung | Dauerleistung | MTBO   | Abmessungen (L,H,W) | Gewicht | Einsatz                                 |
| -------- | ------------- | ------------- | ------ | ------------------- | ------- | --------------------------------------- |
| 1A       | 1240 kW       | 1130 kW       |        | 2117 × 673 × 498 mm | 243 kg  | Eurocopter AS 332 Super Puma            |
| 1A1      | 1357 kW       | 1185 kW       | 3000 h | 2117 × 673 × 498 mm | 241 kg  | Eurocopter AS 332 Super Puma            |
| 1A2      | 1376 kW       | 1236 kW       | 3000 h | 2117 × 673 × 498 mm | 247 kg  | Eurocopter AS 332 Super Puma            |
| 2A       | 1303 kW       | 1303 kW       | 3500 h | 2115 × 668 × 785 mm | 279 kg  | Eurocopter EC 225 und Eurocopter EC 725 |
| 1K2      | 1376 kW       | 1236 kW       |        |                     |         | Atlas CSH-2 Rooivalk                    |
| ?        | ?             | ?             |        |                     |         | Eurocopter AS532 Cougar                 |